# Walter Stocker
Pour les articles homonymes, voir Stocker.
Walter Russel Stocker jr. est un acteur, réalisateur et producteur américain né le 1er septembre 1925 à Philadelphie, Pennsylvanie (États-Unis), décédé le 5 décembre 2003 à Port Hueneme (États-Unis).

## Filmographie

### comme acteur
- 1963 : They Saved Hitler's Brain (TV) : Phil Day
- 1963 : The Madmen of Mandoras : Phil Day
- 1965 : Lassie's Great Adventure : John Stanley
- 1973 : Cipher in the Snow
- 1973 : Hunter (en) (TV) : Gunner
- 1975 : The Specialists (TV) : Ernest Lathrop
- 1975 : Ennemis comme avant (The Sunshine Boys) : T.V. Executive
- 1981 : Jacqueline Bouvier Kennedy (en) (TV) : Charles Collingwood
- 1986 : Hollywood Zap! : Father Priest

### comme réalisateur
- 1978 : Till Death

### comme producteur
- 1978 : Till Death